# Circ deth Montardo
El Circ deth Montardo és un circ glacial en el vessant nord del Pirineu axial que pren el seu nom del cim més alt de la zona, el Montardo (2.833,1 metres), del qual el Circ està situat situat al seu nord-est. És un dels circs de la capçalera de Valarties i es troba al sud de la Vall d'Aran, al municipi de Naut Aran, formant part de la zona perifèrica del Parc Nacional d'Aigüestortes i Estany de Sant Maurici. El circ del Montardo està flanquejat de muntanyes amb altituds d'entre 2.500 i 2.850 metres excepte en la seva obertura al Nord, on descendeix i es transforma en la vall glacial de Rencules. El circ té una extensió aproximada de 2,13 quilòmetres quadrats.
El nom Montardo està format a partir de dues paraules llatines, "Mont" més "ardus" (alt, inaccessible, espadat), que en aquesta zona presenta la forma "ardo", resultant en el topònim Montardo.

## Geografia

### Descripció general i límits
A l'est la Serra de Ribereta separa el Circ del Montardo dels estanys de Ribereta, al sud la carena existent entre el Tuc de Ribereta i el Montardo li fa de frontera amb la Capçalera de Caldes, a la conca del Noguera Ribagorçana. Pel vessant occidental la Sèrra de Sauvadies el separa de l'Ombrer deth Montardo, el circ de la cara nord del Montardo. Aquestes serres envolten la part interior del Circ, ocupada per l'estany de Saslòsses a una alçada de 2.159 metres. De seguit el Circ descendeix pel nord de forma abrupta per les Pales de Pere Mingo, una tartera que s'obre en ventall sobre la vall de Rencules fins a descansar als 1.900 metres d'altitud.

### Cims, serres i colls
En el sentit de les agulles del rellotge, començant en el punt més al nord i a l'est, es troben els següents elements geogràfics:

#### Vessant oriental (E)
Separa en Circ del Montardo dels estanys de Ribereta.
- Tuc de Saslòsses (2.530 metres)
- Serra de Ribereta. Al llarg de 850 metres enllaça el Tuc de Ribereta amb el de Sasloses. El seu punt més alt assoleix els 2.600 metres.
- Tuc de Ribereta (2.676 metres)

#### Vessant meridional (S)

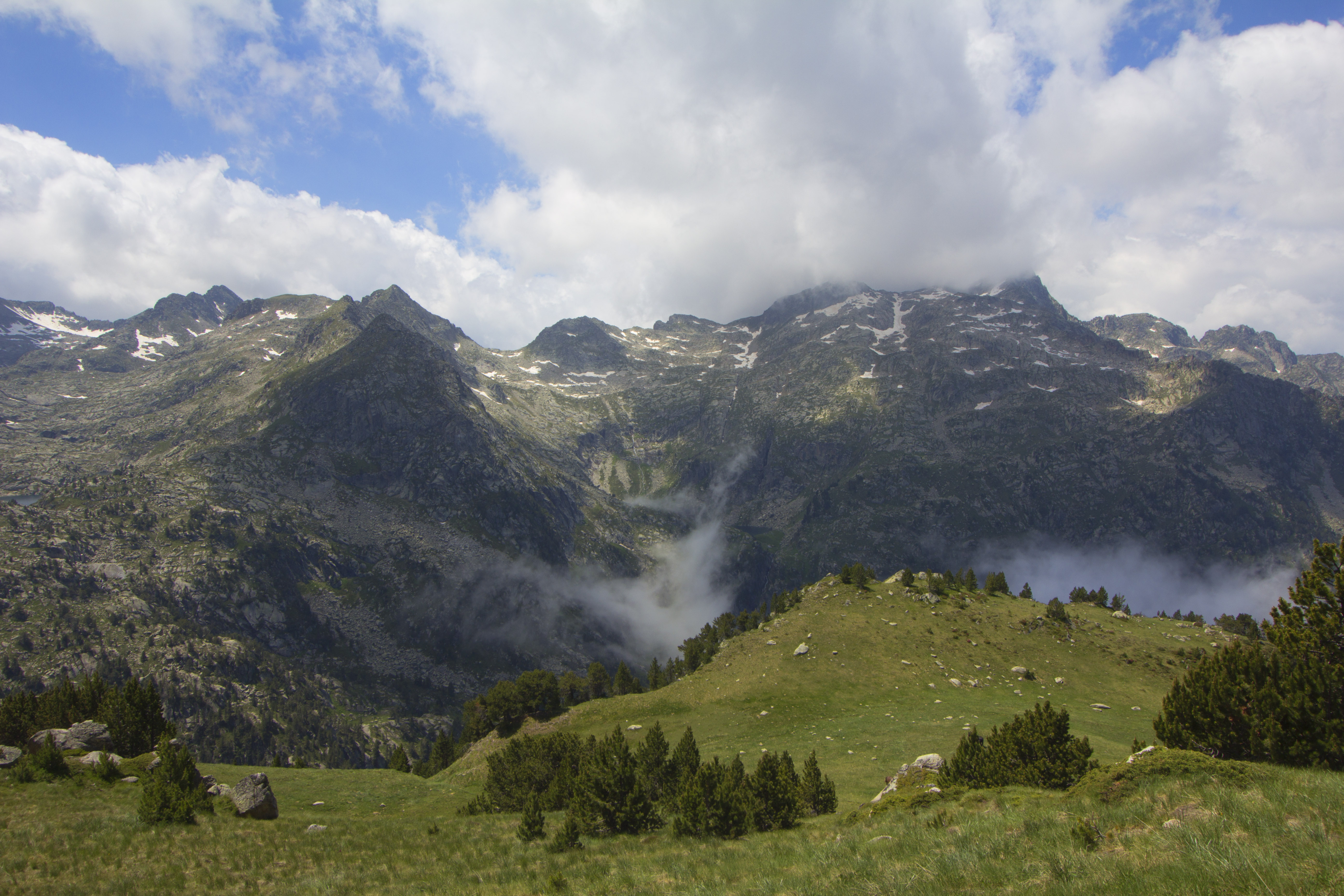
Circ del Montardo des del Tuc de Salana. A la dreta, tapat pels núvols, el cim del Montardo

Separa el Circ del Montardo de la Capçalera de Caldes, ja a la Alta Ribagorça. El 3 d'agost de 1919 Lluis Estasen fou el primer que feu el recorregut integral des del Port de Caldes fins al cim del Montardo per la cresta que marca el límit meridional del Circ, començant l'ascensió pel Tuc de Ribereta fins al Montardo.
- Agulhes deth Pòrt, que formen una cresta iniciada al Tuc de Ribereta, avança amb alts i baixos en direcció nord oest al llarg de 800 metres fins al Port de Rius. El seu pic més alt assoleix el 2.658 metres.
- Port de Rius (2.627,8 metres), situat al sud est del Montardo Petit és el pas d'accés dels excursionistes que pugen al Montardo des de la Capçalera de Caldes.
- Montardo Petit (2.781,4 metres)
- Coll del Montardo.
- Montardo, (2.833,1 metres)

#### Vessant occidental (O)
Separa el Circ del Montardo de l'Ombrer deth Montardo.
El massís del Montardo descendeix abruptament dels 2.833,10 metres del cim fins al 2.650 metres. A partir d'aquesta alçada la Sèrra de Sauvadies avança cap al nord durant 800 metres, fins a arribar al punt dels 2.443,2 metres d'altitud, a partir del qual descendeix bruscament fins al 2.000 metres i entrar al bosc de Loseron.

#### Límit nord (N)
Des de l'alçada de 2.159 metres on es troba l'estany de Saslòsses una tartera descendeix pel nord de forma abrupta per les Pales de Pere Mingo fins a arribar als 1.900 metres.
Al nord est es troben els estanys de Montcasau.

### Estanys i rius

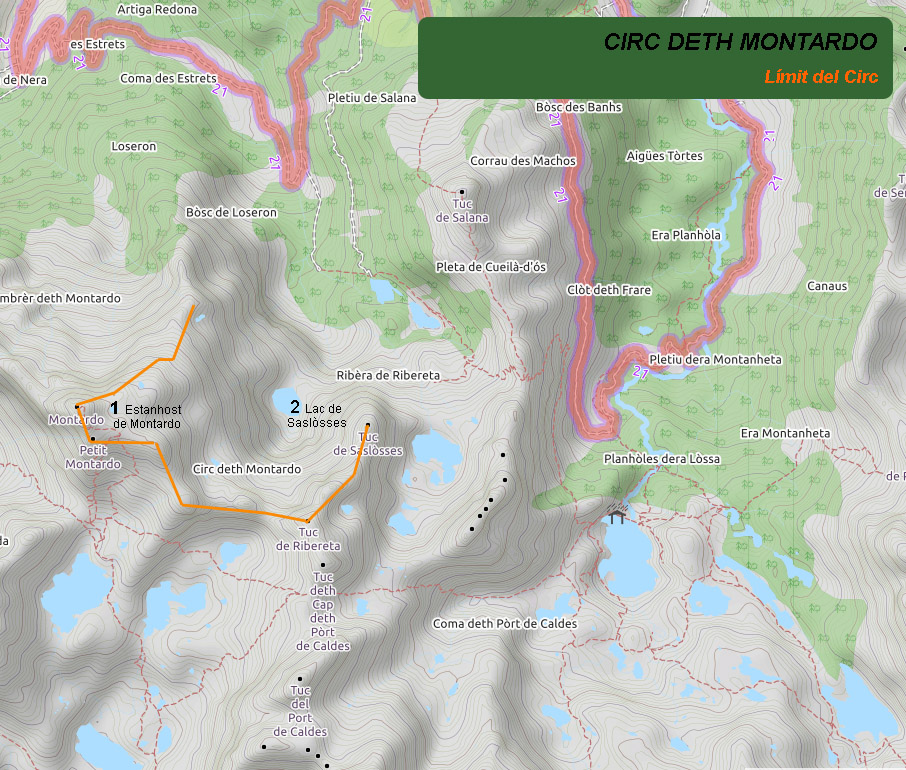
Circ deth Montardo

Per les reduïdes dimensions del Circ, hi ha pocs estanys en el seu interior:
- Basses deth Montardo, també coneguts com a Estanhots de Montardo. Un parell de petites bases situades a 2.688,1 i 2.642,8 metres respectivament, situades a prop de la cima del Montardo. Tenen un comportament estacional, i a vegades la més baixa desapareix a l'estiu.
- Lac de Saslòsses (2.159 metres). Ocupa la part central del Circ. El nom de l'estany remet a la presència propera de lloses.[3]

Del Lac de Sasloses neix el riu de Rencules, afluent del riu de Valarties.

## Excursions i travesses
Aquesta és una zona molt poc concorreguda. L'excursió més notable puja al Montardo (2.833,1 metres) des de l'estanh de Montcasau, situat a 2.028 metres. Cal pujar primer a l'estany de Saslòsses, per continuar per la seva dreta acabar a la carena que separa el Circ de la Capçalera de Caldes, i d'allà pujar fins al cim. Una ruta poc coneguda però molt recomanable.